# Frank Carillo
Pour les articles homonymes, voir Carillo.
Frank Carillo (parfois connu sous le nom "Carillo"), né à Brooklyn (New York) le 14 juillet 1950 , est un musicien et guitariste de rock américain.

## Différents projets

### Doc Holliday (1971-1974)
En 1971, le manager Phil Lorito forme le groupe Doc Holliday dont le leader est Frank Carillo, avec Bob Mayo, Tom Arlotta et Bob Liggio. En 1973, sort l'album Doc Holliday.

### Carillo (1978-1979)
Sous son propre nom, Carillo sort deux albums, Rings Around The Moon (1978) et Street of Dreams (1979) où se trouve une reprise de Out of Time des Rolling Stones.

### Golden-Carillo (1990-1997)
Carillo forme un duo avec Annie Golden, le Golden-Carillo, qui sort trois albums, A Fire in New Town (1992), Emotion Toxic (1993) et Back For More (1997)

### Frank Carillo and the Bandoleros (depuis 2001)
Carillo forme le groupe Frank Carillo and the Bandoleros avec Eddie Seville, Karl Allweier et Norman DelTufo. Deux albums sont produits, Bad Out There (2004) et Someday (2008).

### Kooymans / Carillo (depuis 2010)
Frank Carillo et George Kooymans de Golden Earring, amis de longue date, collaborent depuis le milieu des années 1990. Leur premier album, On Location, sort en avril 2010.